# Stazione di San Giorgio Morgeto-Torre
La stazione di San Giorgio Morgeto-Torre è una fermata ferroviaria a servizio dell'omonimo comune e della frazione di Torre, posta sulla ferrovia Gioia Tauro-Cinquefrondi, il cui esercizio è sospeso.

## Storia
La fermata venne inaugurata ufficialmente il 28 marzo 1929, in concomitanza con l'apertura del prolungamento della linea Gioia Tauro-Cittanova, facente parte del più ampio progetto della Trasversale reggina (Gioia Tauro-Gioiosa Ionica), mai completato.
Il servizio ferroviario sulla linea è stato poi sospeso il 6 giugno 2011, a causa delle cattive condizioni dell'armamento, e sostituito da un autoservizio, sempre gestito da Ferrovie della Calabria.

## Strutture e impianti
La fermata è priva di fabbricato viaggiatori, dispone del solo binario di circolazione e servita da una banchina.